# Robert Laly

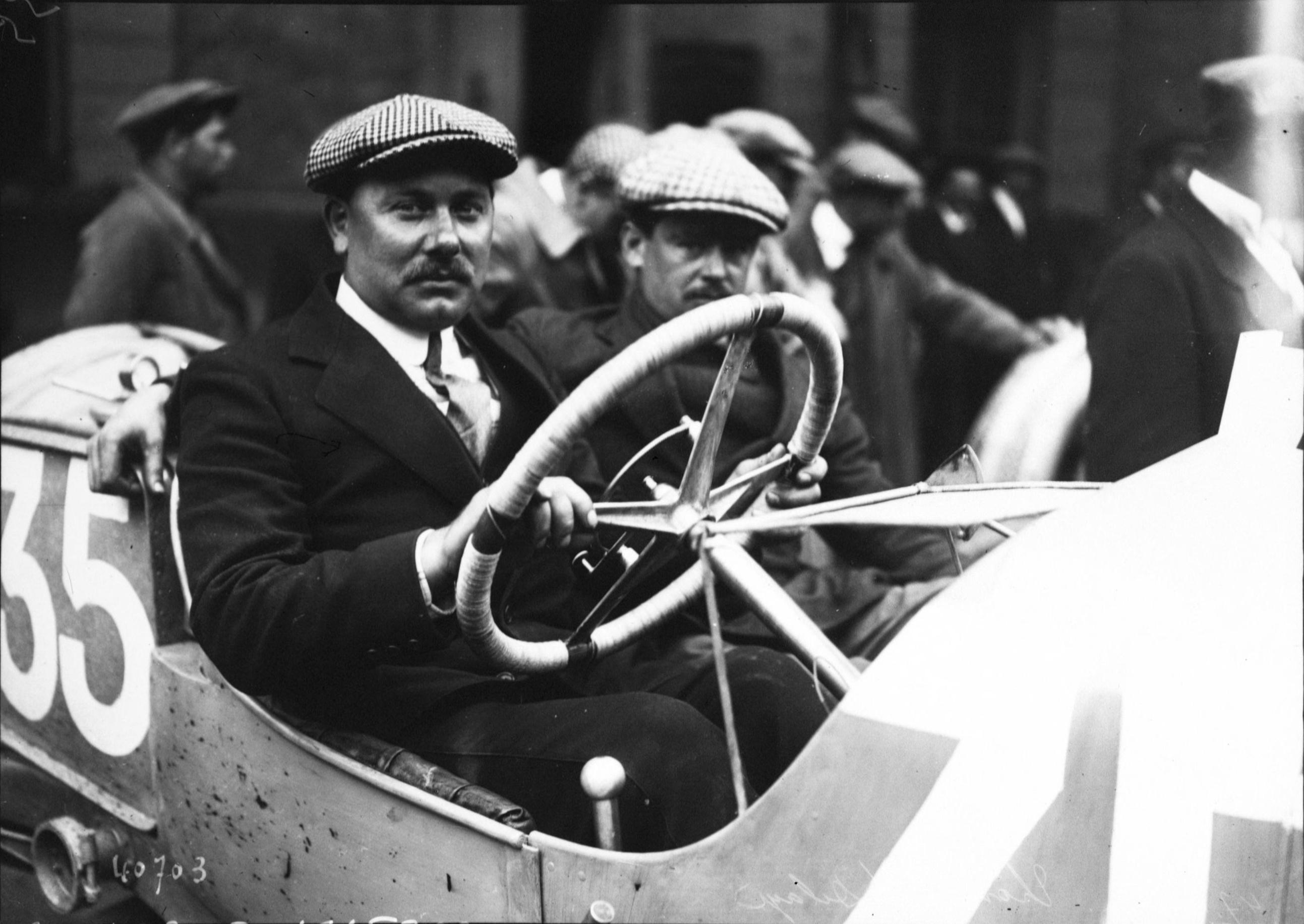
Robert Laly, rechts im Delage neben René Thomas; beim Großen Preis von Frankreich 1914

Charles  Robert Laly (* 7. September 1887 in Paris; † 13. Dezember 1972 in Levallois-Perret) war ein französischer Automobilrennfahrer.

## Karriere im Motorsport
Robert Laly begann nach seiner Schulzeit 1902 beim französischen Automobilhersteller Lacoste & Battmann eine Ausbildung zum Mechaniker. In dieser Funktion wurde er Beifahrer bei den frühen Renneinsätzen des Flugpioniers René Thomas. Nach seinem zwei Jahre dauernden Militärdienst kehrte er in den 1910er-Jahren in dieser Funktion zum Motorsport zurück. Er wurde Beifahrer bei Louis Wagner und Albert Guyot, mit dem er 1914 Gesamtsechster bei der Tour de France für Automobile wurde. 1914 saß er neben René Thomas, als dieser auf einem Delage das 500-Meilen-Rennen von Indianapolis gewann. Laly musste dabei in letzten 60 Runden mit einem sich vom Motor lösenden Auspuff fertig werden. Erst hielt er diesen mit der Hand fest. Als er sich dabei Brandverletzungen an den Händen zuzog, band er ihn mit seinem Gürtel am Chassis fest.
Nach dem Ende des Ersten Weltkriegs kam er 1919 mit Thomas wieder nach Indianapolis. Diesmal fuhr das Duo einen Ballot, ging von der Pole-Position aus ins Rennen und erreichte den elften Gesamtrang (Sieger Howard Wilcox auf Peugeot).
Nach dem Ende der Epoche der beifahrenden Mechaniker wurde Laly selber Rennfahrer. Sein erster großer Erfolg war der Sieg bei der RAC Tourist Trophy 1922. Sein Teamkollege auf einem Sunbeam Tourist Trophy war Jean Chassagne. 1925 wurde er Werksfahrer bei Ariès und gewann den Coupe Georges Boillot 1927. Bei der Coppa Florio desselben Jahres wurde er Gesamtvierter und gewann die Rennklasse für Fahrzeuge bis 3-Liter-Hubraum. Viermal war er beim 24-Stunden-Rennen von Le Mans am Start. Alle vier Einsätze endete nach technischen Defekten an den jeweiligen Einsatzfahrzeugen durch Ausfälle. 1927 führten Laly und Chassagne auf einem Ariès Surbaissée 3-Litre bereits mit einem Vorsprung von drei Runden auf die späteren Sieger Dudley Benjafield und Sammy Davis im Bentley 3 Litre Super Sport, als sie zwei Runden vor Rennende wegen eines Schadens am Zündverteiler ausschieden.
Ende der 1920er-Jahre war er auch als Monopostopilot aktiv. Bestes Ergebnis war der fünfte Rang beim Großen Preis von Spanien 1928.

## Statistik

### Le-Mans-Ergebnisse
| Jahr | Team                         | Fahrzeug                    | Teamkollege    | Platzierung | Ausfallgrund    |
| ---- | ---------------------------- | --------------------------- | -------------- | ----------- | --------------- |
| 1924 | Société des Automobile Ariès | Ariès Type S GP             | Charles Flohot | Ausfall     | Motorschaden    |
| 1926 | Société des Automobile Ariès | Ariès Type S GP2 Surbaissée | Jean Chassagne | Ausfall     | Batterie        |
| 1927 | Société des Automobile Ariès | Ariès Type S GP2 Surbaisée  | Jean Chassagne | Ausfall     | Zündungsschaden |
| 1928 | Société des Automobile Ariès | Ariès Type S GP2 Surbaisée  | Louis Rigal    | Ausfall     | Motorschaden    |